# 索尔恩霍芬
索尔恩霍芬是德国巴伐利亚州的一个市镇。总面积13.54平方公里，总人口1695人，其中男性853人，女性842人（2011年12月31日），人口密度125人/平方公里。